# Area di sicurezza congiunta
L'Area di sicurezza congiunta (ASC), situata nel paese di Panmunjeom, è l'unico punto di incontro tra le milizie di Corea del Nord e Corea del Sud di tutta la zona demilitarizzata coreana. L'area è utilizzata dalle due Coree per fini diplomatici. Fino al 1991 è stata sede delle negoziazioni militari tra la Corea del Nord e il Comando delle Nazioni Unite (UNC).
Il complesso Area di Sicurezza Congiunta-villaggio di Panmunjeom viene spesso definito "Truce Village" (il villaggio della tregua), sia a livello mediatico sia in alcune documentazioni militari. Le coordinate dell'Area di Sicurezza Congiunta sono 37°57′21″N 126°40′36″E.

## Storia

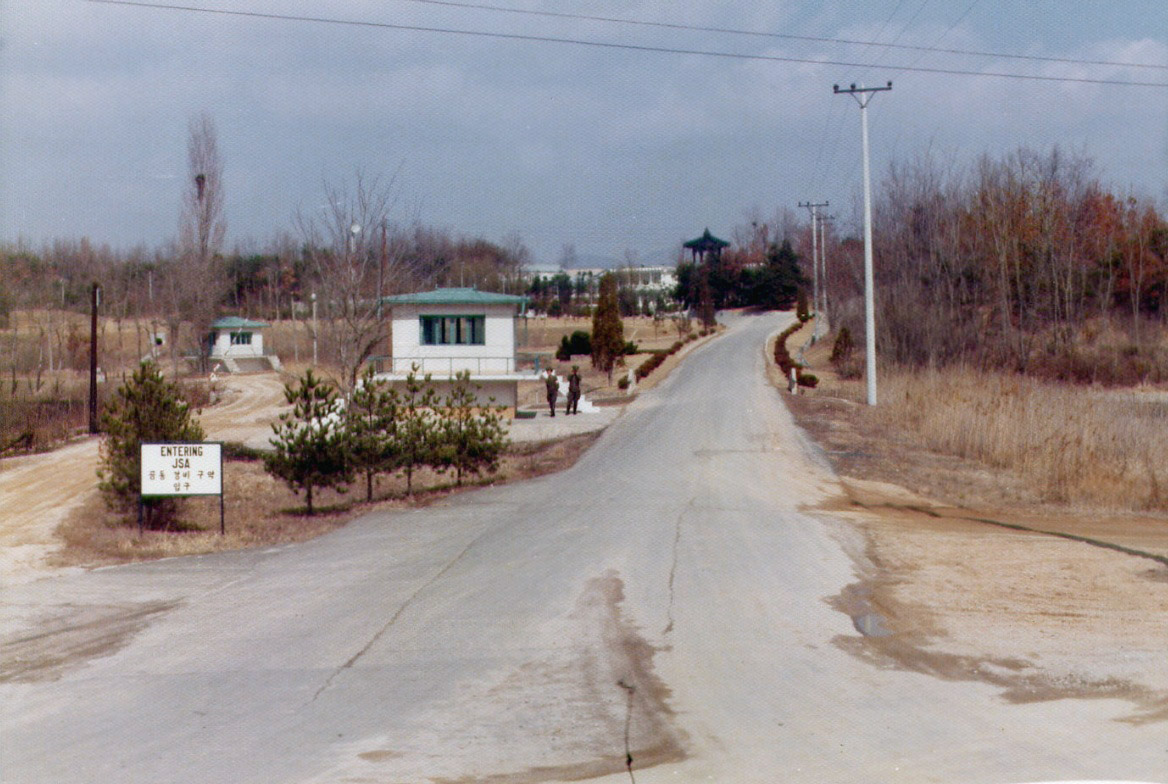
L'Area di sicurezza congiunta nel 1976

Il villaggio di Panmunjeom originariamente comprendeva un'area più vasta dell'attuale complesso militare dell'Area di Sicurezza Congiunta, e consisteva per lo più in fattorie. Attualmente ciò che rimane di Panmunjeom sono solo gli edifici costruiti per la firma dell'armistizio, divenuti poi il Museo della Pace di Corea, poiché il resto del villaggio andò distrutto durante la guerra. Trovandosi all'interno della zona demilitarizzata coreana, il villaggio non è mai stato ricostruito o ripopolato, tuttavia il nome di Panmunjeom è rimasto e talora viene utilizzato per riferirsi all'Area di Sicurezza Congiunta nella sua interezza. L'Area di Sicurezza Congiunta è stata sede di numerosi eventi dall'anno della sua fondazione nel 1953 a oggi, il primo dei quali fu il rimpatrio dei prigionieri di guerra, attraverso il ponte del non ritorno.

## Istituzione
Tra le clausole dell'armistizio di Panmunjeom della guerra di Corea firmato il 27 luglio 1953, fu creata la MAC (Military Armistice Commission), un'istituzione volta al controllo della completa attuazione dei termini del trattato stesso. Gli incontri tra i rappresentanti della MAC del Comando delle Nazioni Unite e dell'Esercito del Popolo Coreano furono tenuti nell'Area di Sicurezza Congiunta, un'enclave larga circa 800 metri, di forma più o meno circolare, divisa in due dalla Linea di Demarcazione Militare Coreana che separa le due Coree, e concepita come un'area neutrale all'interno dei cui confini era liberamente consentito l'accesso e il transito di ambedue le milizie.
Le Forze Armate Militari sudcoreane e quelle nordcoreane presenziano e sovrintendono costantemente tutta l'Area con non più di 35 soldati in servizio; anche i loro uffici amministrativi sono siti all'interno dell'Area.

## Aspetto
Nonostante i confini dell'Area di Sicurezza Congiunta siano rimasti gli stessi, gli edifici sono cambiati nel corso degli anni. Alcuni sono stati smantellati mentre altri sono stati costruiti ex novo o solamente ristrutturati. L'unico cambiamento avutosi riguardante i confini fu il rinforzo della linea di demarcazione interna all'Area dopo l'assassinio di due ufficiali americani nel 1976. Prima di ciò, l'intera area era totalmente neutrale, ed entrambe le parti possedevano piena libertà di movimento al suo interno.

## Turismo
L'Area di Sicurezza Congiunta conta circa 100 000 visite turistiche all'anno. Prima di poter entrare nella zona demilitarizzata coreana, se visitata dalla parte sudcoreana, ai turisti viene fatto firmare un documento che dichiara, tra le altre cose, che "...la visita all'Area di Sicurezza Congiunta comporta l'ingresso in un'area ostile con possibili rischi, tra cui la morte, derivanti da azioni belliche nemiche".

## Galleria d'immagini

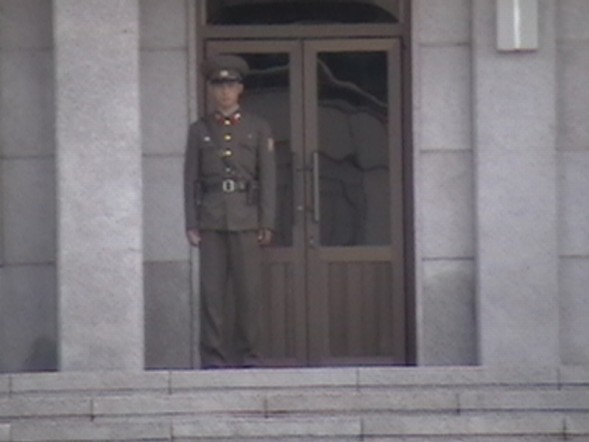
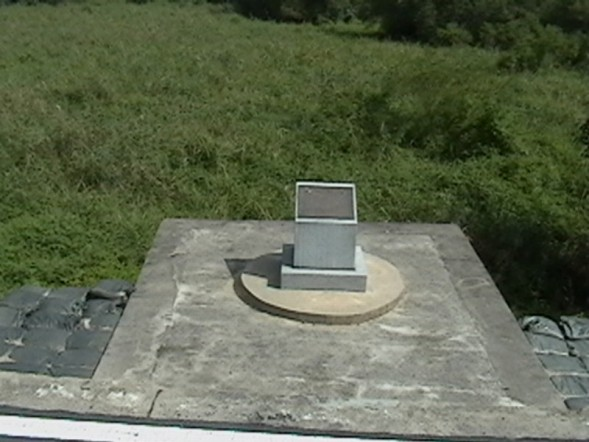
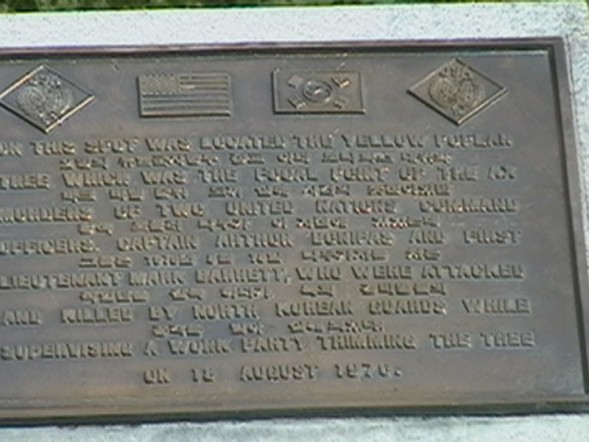
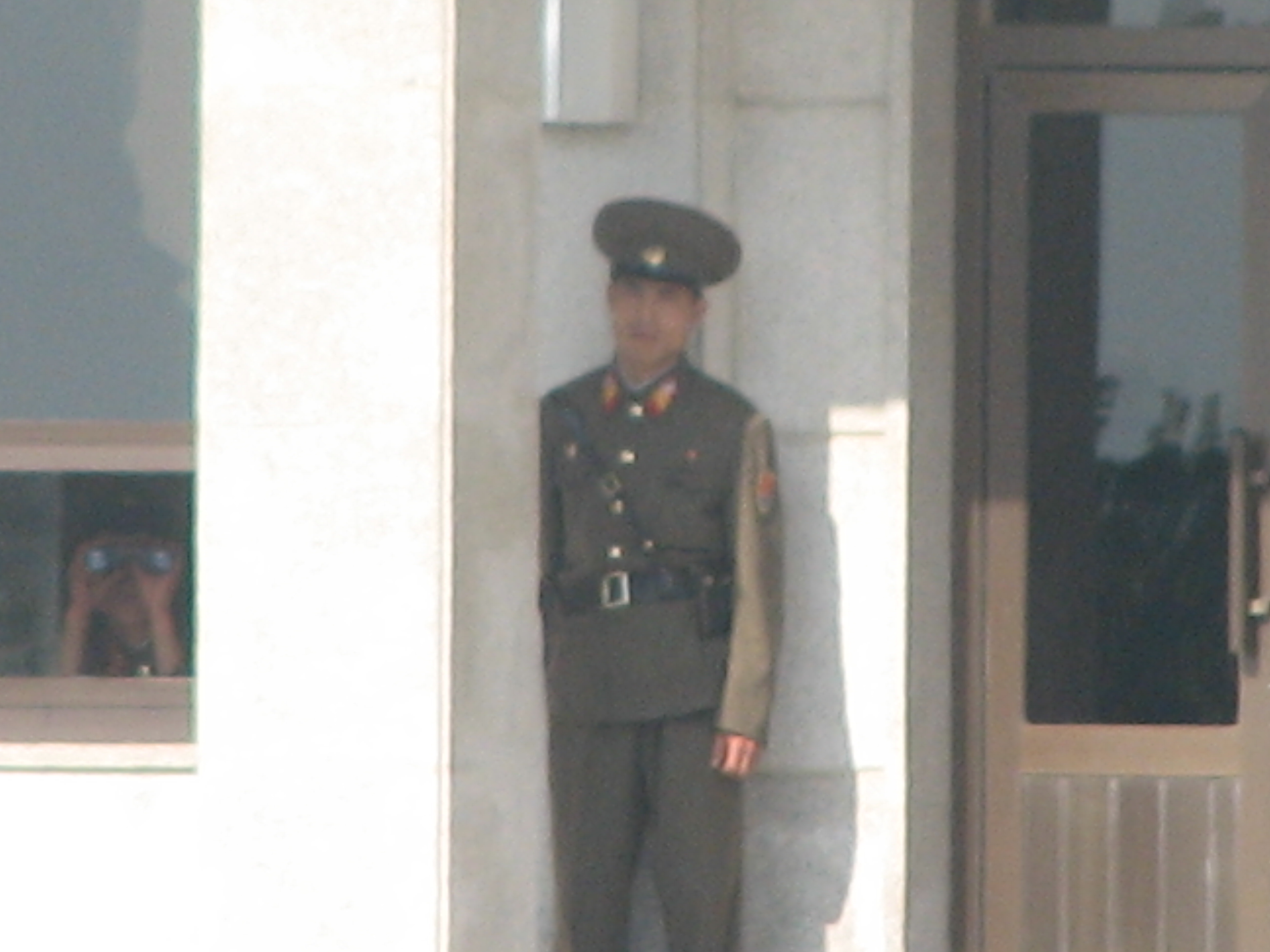
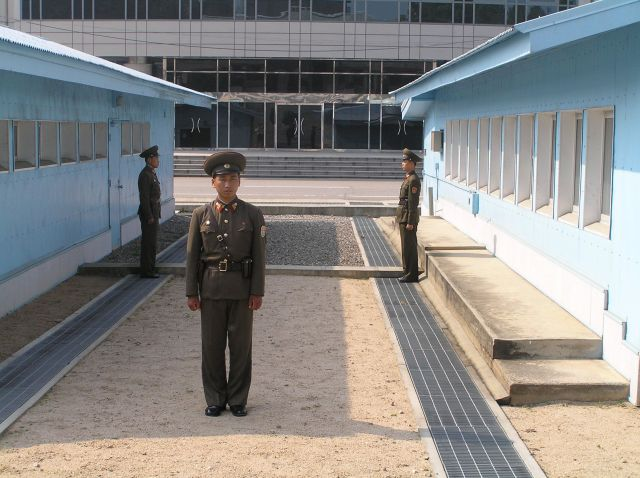
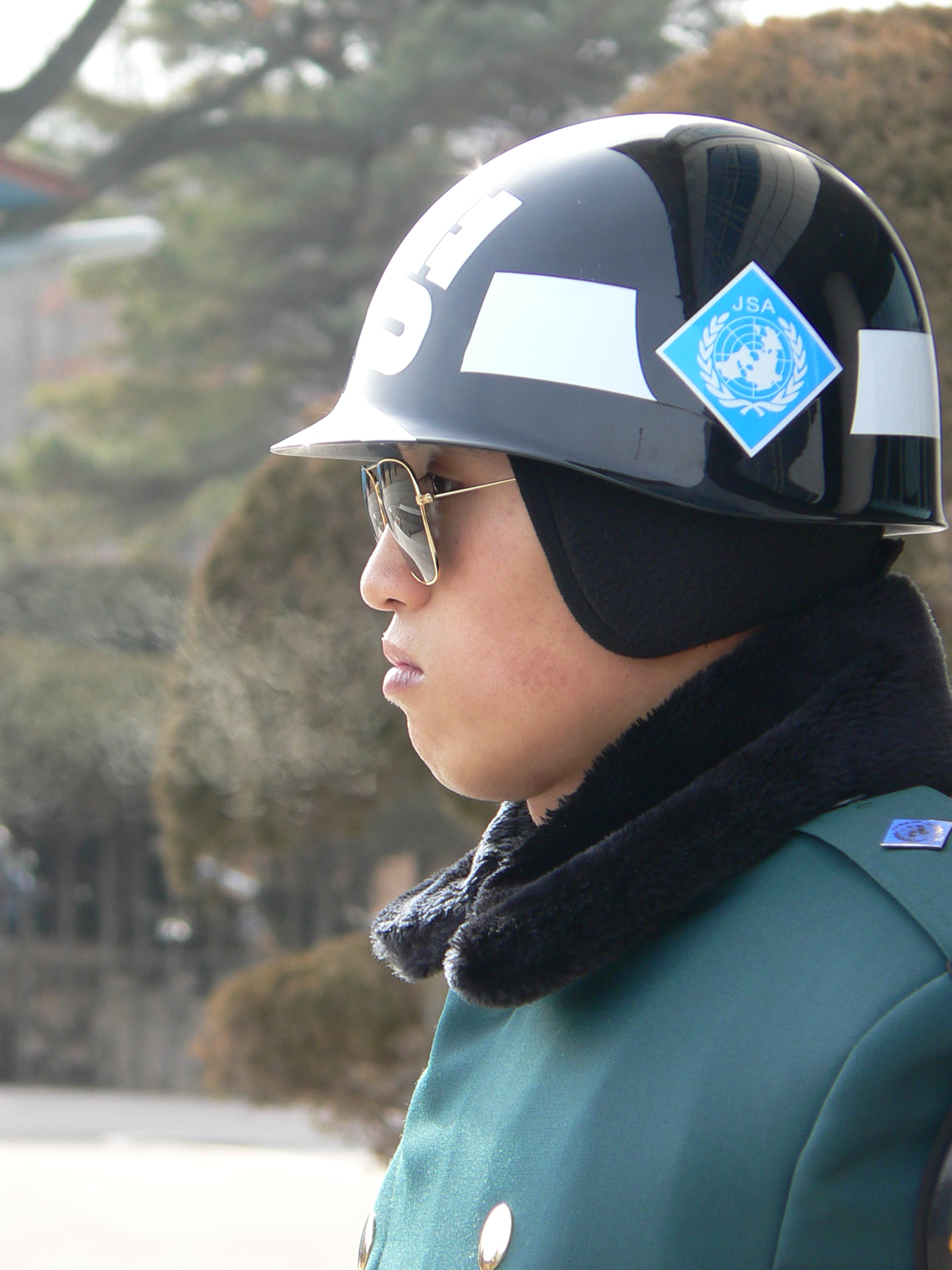
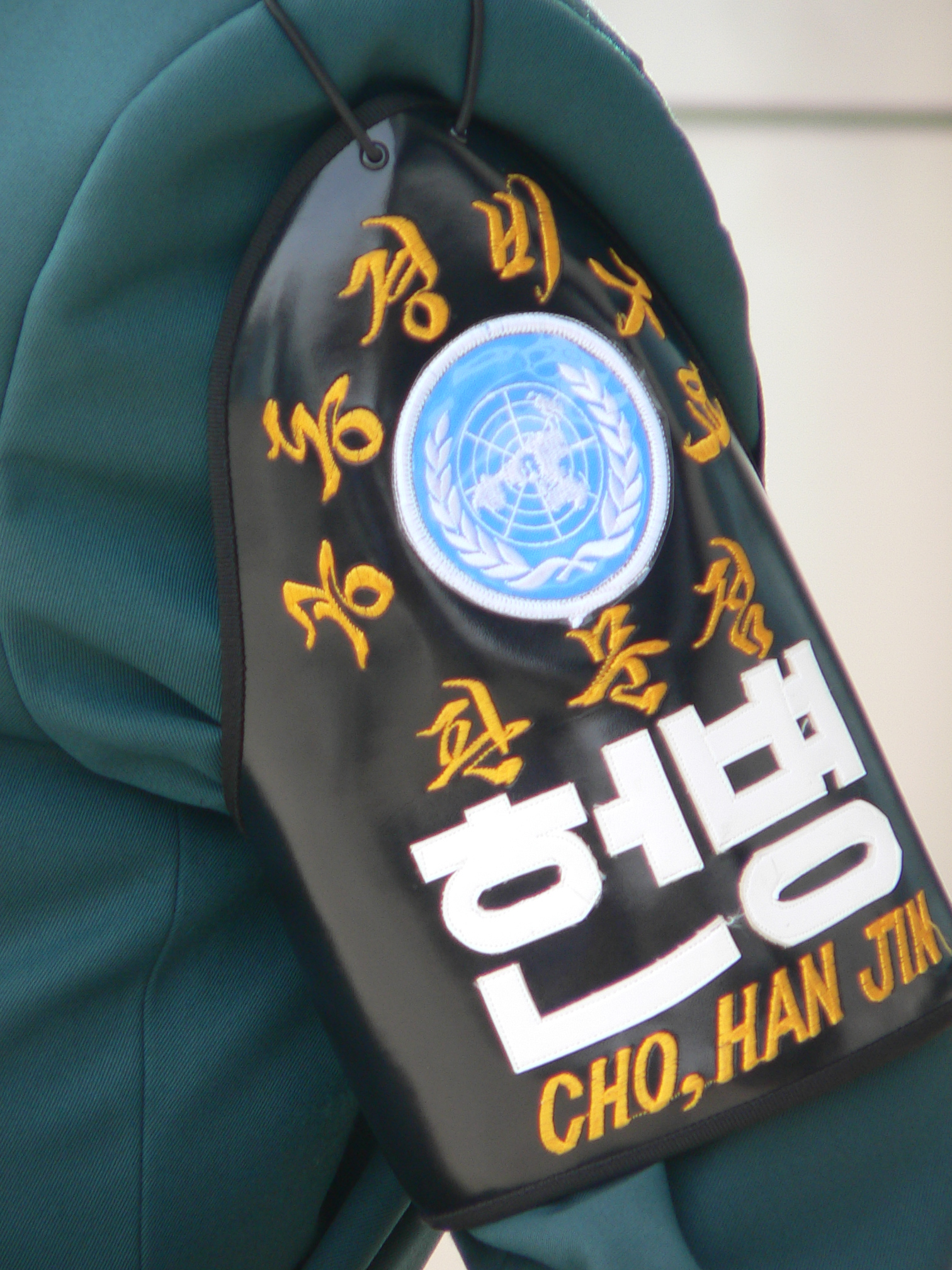
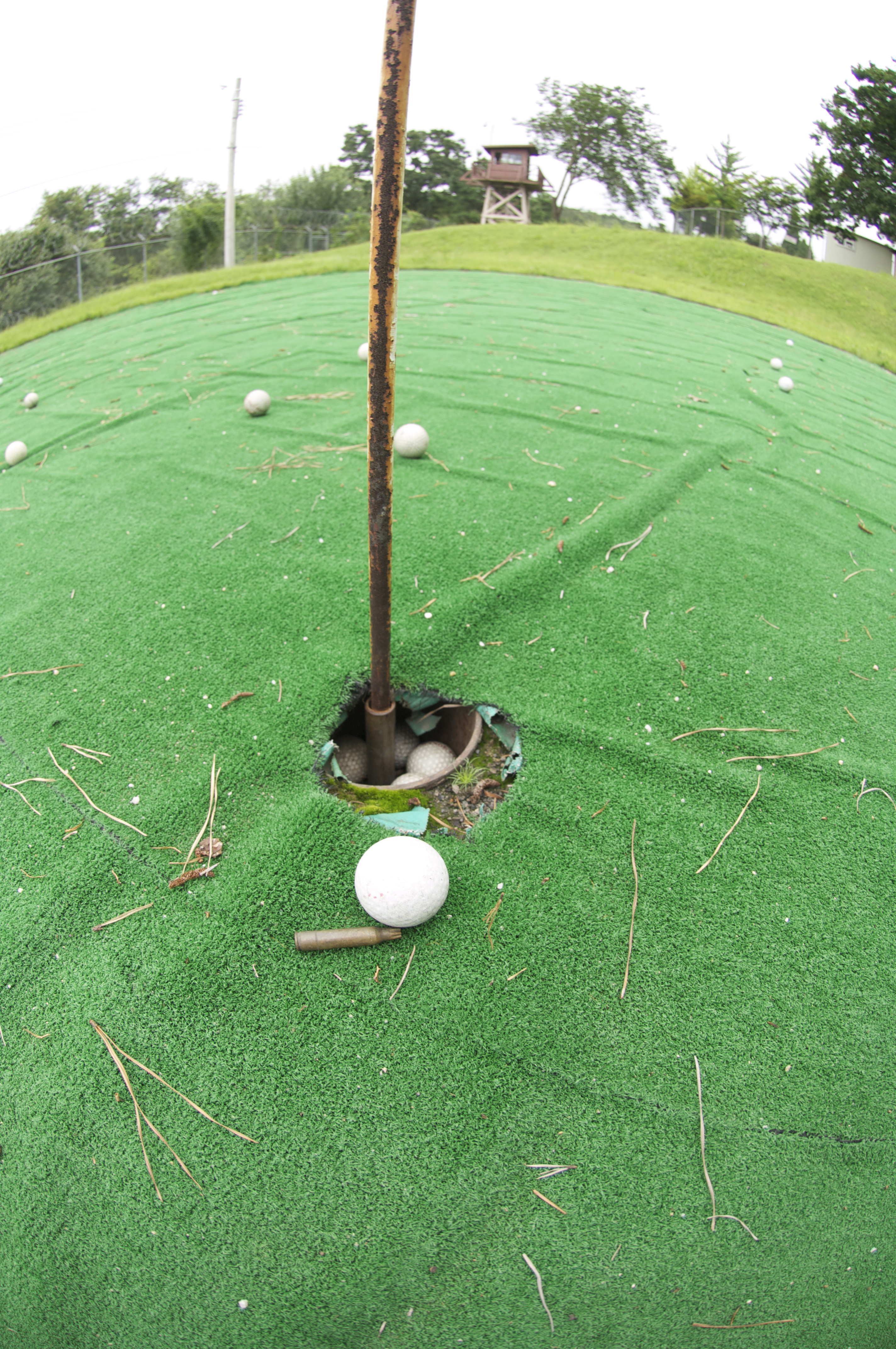
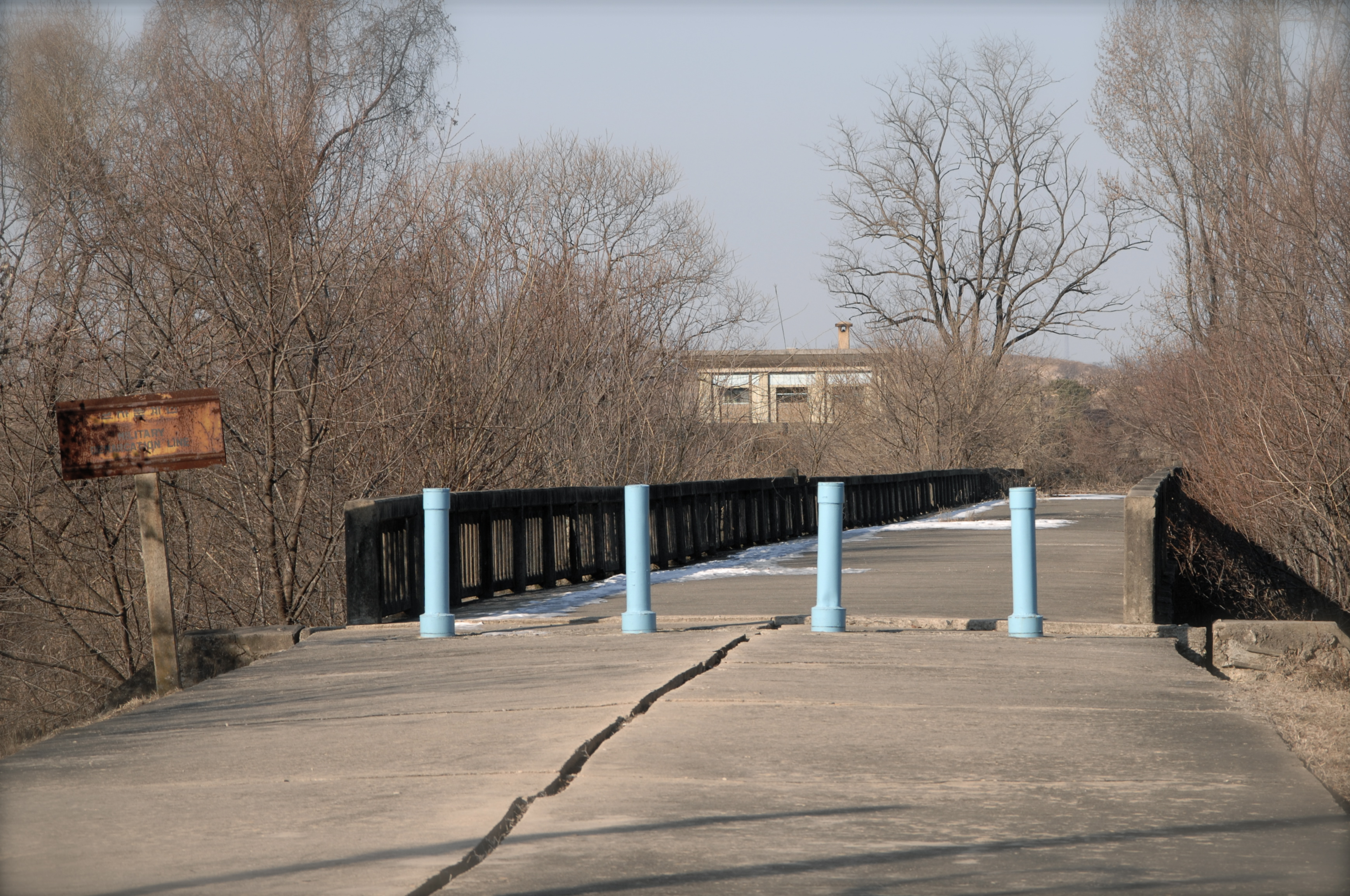
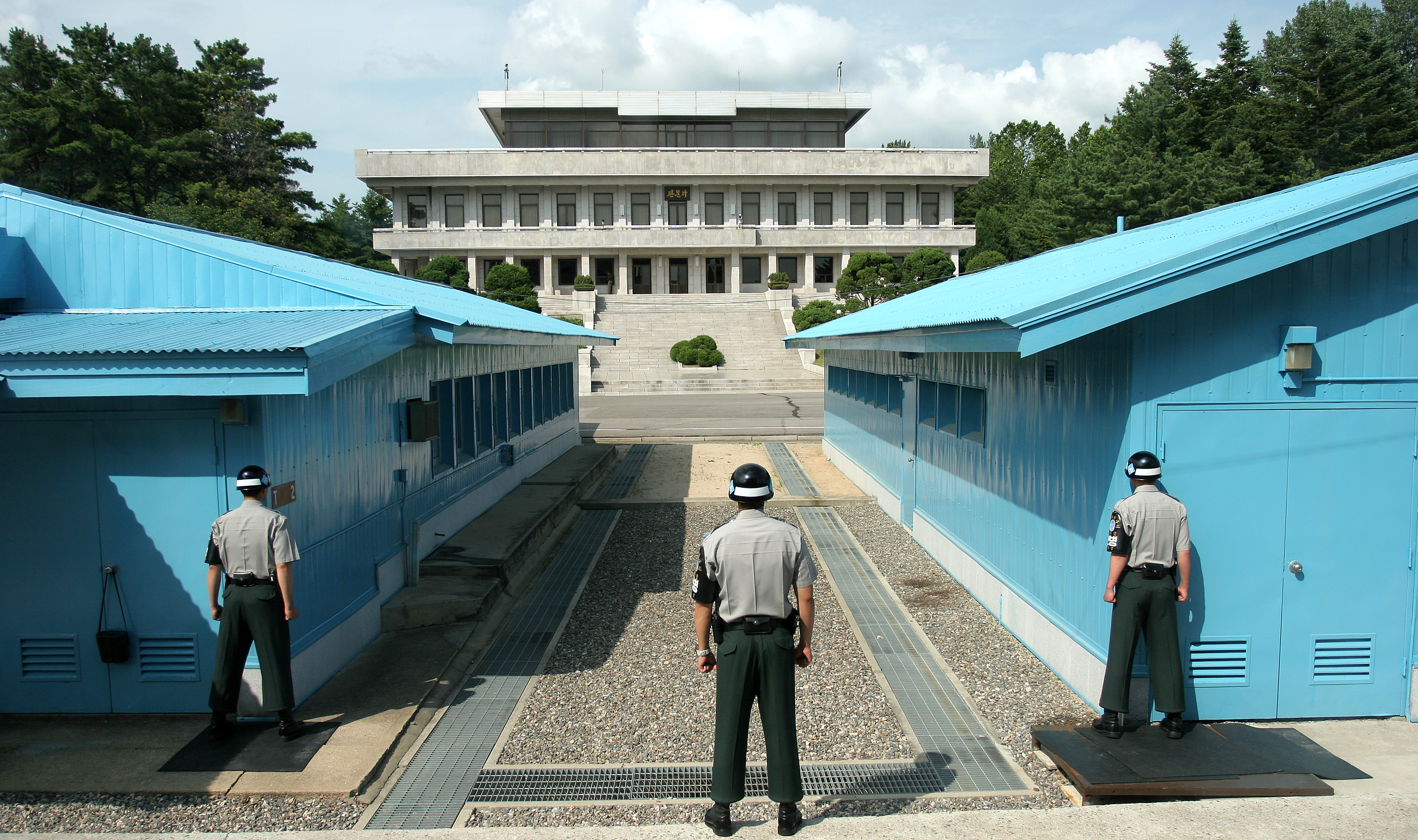